# Gvanetidin
Gvanetidin je antihipertenziv koji umanjuje otpuštanje kateholamina, poput norepinefrina. Gvanetidin se transportuje kroz simpatetičke nervne membrane istim mehanizmom kojim se transportuje norepinefrin. Unos leka je esencijalan za njegovo dejstvo. Nakon ulaza gvanetidina u nerve, on se koncentruje u transmisionim vezikulama, gde zamenjuje norepinefrin.

## Hemija
Početni materijal za sintezu gvanetidina, azocin se alkiluje hloroacetonitrilom. Nastali 1-azocinilacetonitril se može redukovati u 1-(2-aminoetil)azocin koristeći litijum aluminijum hidrid kao reduktant. Ovo jedinjenje reaguje sa S-metiltiourejom formirajući gvanetidin.